# Mattapony
Mattapony (Mattaponi), jedno od vodećih indijanskih plemena konfederacije Powhatan koji su 1607. živjeli uz istoimenu rijeku na području američke države Virginia.
Potomci Mattapona danas žive organizirano u dva plemena, to su Mattapony (službeno Mattaponi Indian Tribe), koji imaju rezervat Mattaponi u okrugu King William i populaciju od oko 450 pripadnika, od čega sedamdesetak na rezervatu.
Drugi njihov dio poznat je danas kao Upper Mattaponi, porijeklom su od stanovnika sela Passaunkack koje se nalazilo u okrugu King William. Godine 1885. zabilježeno je da žive u selu Adamstown a pojedninci nose porodično prezime Adams. Banda Adamstown 1921. službeno je nazvana Upper Mattaponi Indian Tribe.